# Baikalovsk
Baikalovsk (en rus: Байкаловск) és un poble (un possiólok) del krai de Krasnoiarsk, a Rússia, que en el cens del 2010 tenia 122 habitants. Pertany al districte de Dudinka.